# Wijken en buurten in Zaltbommel
De Nederlandse gemeente Zaltbommel is voor statistische doeleinden onderverdeeld in wijken en buurten. De gemeente is verdeeld in de volgende statistische wijken:
- Wijk 00 Zaltbommel (CBS-wijkcode:029700)
- Wijk 01 Brakel (CBS-wijkcode:029701)
- Wijk 02 Kerkwijk (CBS-wijkcode:029702)
- Wijk 03 Nederhemert (CBS-wijkcode:029703)

Een statistische wijk kan bestaan uit meerdere buurten. Onderstaande tabel geeft de buurtindeling met kentallen volgens het Centraal Bureau voor de Statistiek (2008):
| CBS-buurtcode | Buurtnaam                                            | Inwonertal | Opp. totaal (ha) | Opp. land (ha) | Ligging                |
| ------------- | ---------------------------------------------------- | ---------- | ---------------- | -------------- | ---------------------- |
| BU02970000    | Zaltbommel Binnenstad                                | 1800       | 56               | 45             | Locatie in de gemeente |
| BU02970001    | Zaltbommel Vergt en omgeving                         | 4480       | 169              | 164            | Locatie in de gemeente |
| BU02970002    | Zaltbommel Spellewaard                               | 3800       | 67               | 66             | Locatie in de gemeente |
| BU02970007    | Verspreide huizen Hoeven                             | 1460       | 163              | 162            | Locatie in de gemeente |
| BU02970008    | Verspreide huizen Oostzijde                          | 190        | 348              | 296            | Locatie in de gemeente |
| BU02970009    | Verspreide huizen Westzijde                          | 120        | 229              | 194            | Locatie in de gemeente |
| BU02970100    | Brakel                                               | 2490       | 141              | 138            | Locatie in de gemeente |
| BU02970101    | Poederoijen                                          | 630        | 36               | 36             | Locatie in de gemeente |
| BU02970102    | Aalst                                                | 1610       | 106              | 96             | Locatie in de gemeente |
| BU02970103    | Zuilichem                                            | 1280       | 90               | 87             | Locatie in de gemeente |
| BU02970104    | De Rietschoof                                        | 130        | 23               | 22             | Locatie in de gemeente |
| BU02970105    | Verspreide huizen in de polder Aalst                 | 400        | 998              | 889            | Locatie in de gemeente |
| BU02970106    | Verspreide huizen in de polder Poederoijen           | 290        | 589              | 548            | Locatie in de gemeente |
| BU02970107    | Verspreide huizen in de polder Brakel                | 340        | 893              | 762            | Locatie in de gemeente |
| BU02970108    | Verspreide huizen in het Munnikenland                | 10         | 561              | 413            | Locatie in de gemeente |
| BU02970109    | Verspreide huizen in de polder Zuilichem en omgeving | 230        | 360              | 302            | Locatie in de gemeente |
| BU02970200    | Kerkwijk                                             | 340        | 43               | 43             | Locatie in de gemeente |
| BU02970201    | Bruchem                                              | 1370       | 112              | 112            | Locatie in de gemeente |
| BU02970202    | Beneden-Delwijnen                                    | 260        | 35               | 35             | Locatie in de gemeente |
| BU02970203    | Gameren                                              | 1900       | 173              | 170            | Locatie in de gemeente |
| BU02970204    | Nieuwaal                                             | 550        | 49               | 46             | Locatie in de gemeente |
| BU02970207    | Verspreide huizen polders Delwijnen en Bruchem       | 240        | 829              | 824            | Locatie in de gemeente |
| BU02970208    | Verspreide huizen Kerkwijk en Bruchem                | 370        | 685              | 681            | Locatie in de gemeente |
| BU02970209    | Verspreide huizen polders Gameren en Nieuwaal        | 410        | 1148             | 981            | Locatie in de gemeente |
| BU02970300    | Nederhemert-Noordzijde                               | 1320       | 92               | 84             | Locatie in de gemeente |
| BU02970301    | Nederhemert-Zuidzijde                                | 30         | 21               | 21             | Locatie in de gemeente |
| BU02970309    | Verspreide huizen Nederhemert                        | 120        | 889              | 752            | Locatie in de gemeente |